# 埡口山莊
23°16′05.0″N 120°58′24.4″E / 23.268056°N 120.973444°E
埡口山莊，臺灣一棟位於台20線149公里處的住宿山屋，座落於臺東縣海端鄉之西北境，背倚向陽大崩壁，面臨哈里博松溪。其名取自於位在附近之海拔2,605公尺處有個地名稱為「埡口」，與南橫公路所貫穿中央山脈之大關山隧道也稱為「埡口」並非同一地。
埡口山莊原是闢建南橫公路時所搭建的工寮，當南橫公路開通後，救國團向林務局承租土地，利用廢棄工寮原地改建而成。由於埡口山莊建址在海拔2,568公尺處，不僅是救國團所經營的山莊海拔最高，也是救國團舉辦南橫健行縱走的行程中必宿之地，令不少參與健行縱走的青年學子曾在這留下青春回憶。哈里博松溪谷緊鄰埡口山莊的前方，原本就存在崩塌，在歷經2009年的八八風災後直接導致埡口山莊的地基流失，造成地面龜裂。經林務局邀請專家評估後，考量到修復工程的困難度，林務局決定收回土地，埡口山莊於2014年3月封閉，不再對外開放。

## 歷史

### 南橫健行
自南橫公路於1972年開通後，救國團為了服務青年活動，向林務局的林班地承租，利用在南橫公路施工時所搭建的工寮，就地改建成埡口山莊，並於1976年完工啟用。外觀呈綠頂黃牆的木造建築，佔地約2公頃，擁有12間10人通鋪，可供120人同時入住過夜。自1978年開始舉辦健行縱走的活動後，光是在1981年至1986年間，救國團率「南橫健行隊」出團為全盛時期，每年人數都有5000人次，這使得埡口山莊的住房率全數額滿，尤其在寒假及暑假期間更是高峰。
救國團透過健行隊要在南橫公路5天的行程中，從梅蘭一路走到利稻，路程備感艱辛，所以需要發揮團康精神，互助與扶持。由於參加健行的隊伍裡，當時全數是在學的青年學子，所以從梅蘭開始徒步時，經過梅山、天池都是一路爬升，直到通過埡口後，學生們早已爬升了將近2,000公尺的高度，不僅學生們已經耗費許多體力，也在這項活動中孕育出不少的男女朋友，因此當埡口山莊前的廣場升起營火時，也就代表晚會活動的開始，經由團康節目的表演、歌唱助興，在帶動晚會氣氛的同時，也為不少男女朋友助長感情，從原本的不認識變成牽著手的兩小無猜，使埡口山莊成為不少參與南橫建行的青年學子所緬懷的青春回憶。
1993年起，南橫公路解除山地管制後，吸引大量觀光人潮，每逢連續假期時更是倍增，尤其以大關山隧道擠滿遊客與車輛而導致交通壅塞。位於附近不遠的埡口山莊，救國團在1994年至1995年間著手規劃，將改造成雙人房、四人房及八人房等形式的套房，以求提升住宿品質。在完成改造後，房間數最多可容納72人入住，每逢熱門節日就會住房額滿。此外，在每年10月至12月間，山友多半會選擇南橫山區氣候最穩定的季節入山，使得埡口山莊住滿了全是準備要登山的。隨著臺灣的生活型態逐漸改變，青年學子們也受到影響，紛紛都改以其它的休閒活動取代戶外健行，使南橫公路這種高山的健行活動逐漸式微。

### 八八風災
對比2009年8月之前，原本緊鄰在埡口山莊的溪谷已經有崩塌的現象，坍方處距離山莊前面的營火廣場不到一百公尺，並且廣場的地面有出現龜裂，顯示出走山的跡象。在歷經2009年8月受莫拉克颱風的重創後，南橫公路沿線不僅柔腸寸斷，而且在埡口山莊附近出現二處嚴重的坍方，每一處的崩塌面積廣達15公頃以上，這也連帶影響埡口山莊的地基。南橫公路中斷後，使得遊客無法進入山區，觀光旅遊活動完全停滯，埡口山莊面臨無人入住的窘境，僅剩修復道路的工程人員充當工寮投宿。林務局考量到埡口山莊的地基有走山之虞發生，故邀請專家於2012年7月入山實地踏勘。經評估後認為，建築主體距離坍方處仍有段距離，沒有立即性危險，但地質不穩，若長久繼續使用，恐危及安全，故不宜修復。
林務局決定收回埡口山莊，與救國團停止租賃關係，並預定在2013年9月開始進行拆除，而救國團也對外公告：「原本團所屬『埡口山莊』已於102年起停止營運」。不料，剛好遭逢颱風，林務局改延至2014年3月才收回埡口山莊，並停止對外開放使用，為便於提供緊急救難之用，除了保留埡口山莊的建築主體外，升旗台、小木屋、廁所等設施將全數拆除，並將停車場的柏油路面刨除。

## 地理

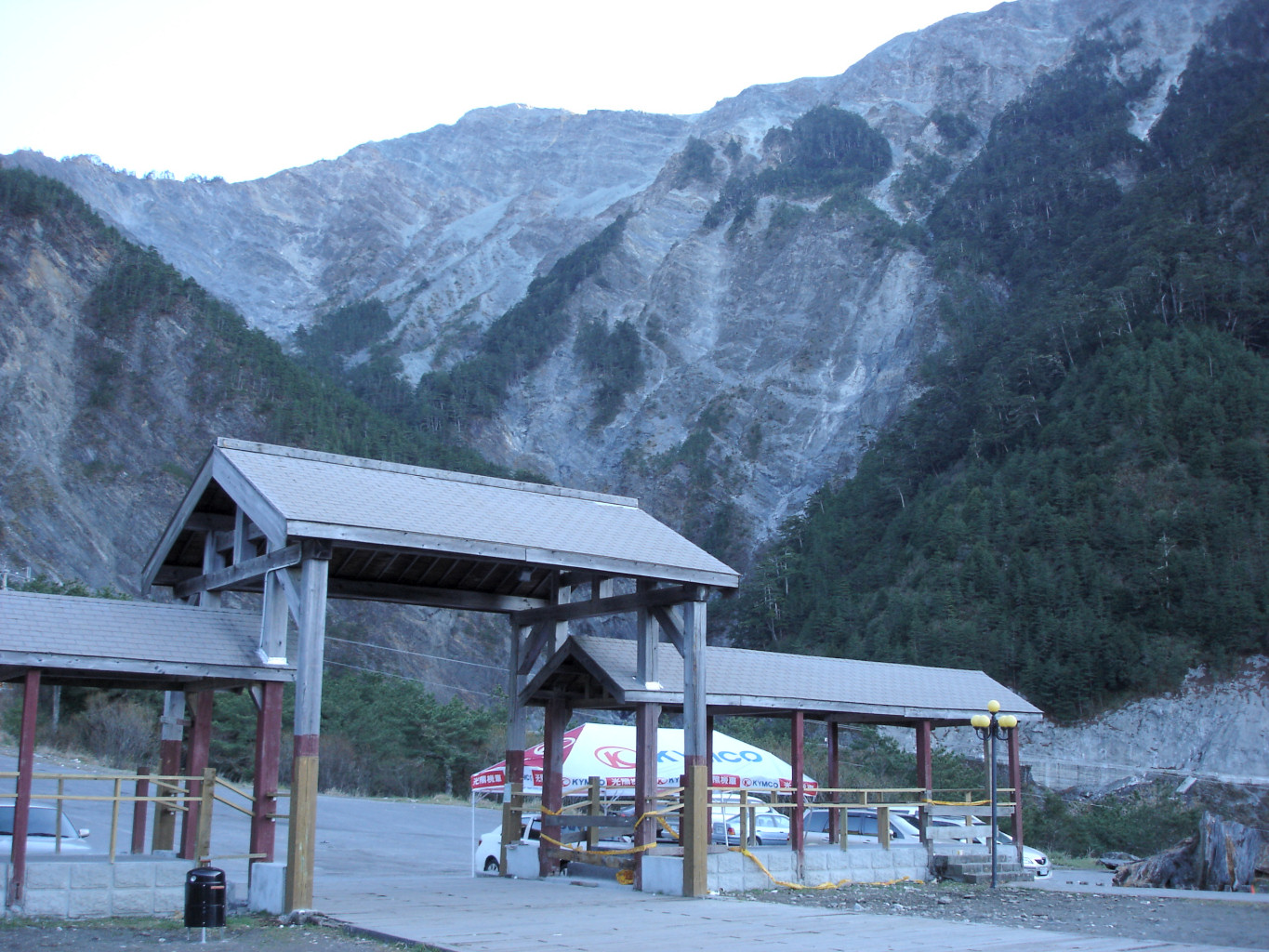
從埡口山莊可眺望向陽大崩壁的景觀。

埡口山莊位於海拔2,568公尺處，其名得自於附近有個海拔2,605公尺的地名稱為「埡口」，與南橫公路貫穿中央山脈的大關山隧道所位在海拔2,722公尺處也稱為「埡口」並非同一地。在林務局從救國團收回之前，埡口山莊是南橫公路沿線上海拔最高的住宿地，也是救國團在經營青年活動中心當中海拔最高的山莊。雖然南橫公路將臺灣的東部與西部串連，使南橫山區得以開發，並成為沿線居民所仰賴的對外交通；然而埡口山莊的建址在哈里博松溪畔的平台上，與公路有段距離，得闢築一條通道銜接，因此自台20線149公里處的岔路進入才能來到，使這條通道也同樣與南橫公路為埡口山莊所仰賴的對外交通。循通道離開埡口山莊後，便接上南橫公路，自此可分別通往東部之臺東以及西部之高雄、臺南等地，也是當地發展觀光旅遊的風景線。
當遊客自大關山隧道出來後，便由高雄市變成身居在臺東縣，距離前方不遠處即有通往埡口山莊的入口。在地理位置上，埡口山莊座落於海端鄉西北境，緊鄰著哈里博松溪，正因地處新武呂溪的最上游，使這裡可見到溪谷侵蝕的崩塌景觀。在發生八八風災之前，原本從埡口山莊直接眺望向陽大崩壁，仍可見雲海瀑布、向陽瀑布自崖頂向下流而成的水幕，並在南橫公路的雲海橋下流過所構成的景象，其流水最後注入哈里博松溪而成為新武呂溪的水源。此番景色在歷經八八風災後，全被向陽大崩壁崩落下來的土石所毀。據關山工務段段長李秉仁估計，南橫公路在這一段路的路基流失有大約500公尺長，這使得通往埡口山莊的交通受阻，無法投宿入住。不僅如此，哈里博松溪谷所崩塌的規模也蔓延至埡口山莊，坍方處逐漸逼近，地基流失而造成地面出現龜裂，危及到埡口山莊。
在南橫公路沿線的地質當中，從大關山斷層以東至埡口山莊附近為止，劉憲德將此區域的地層稱為啞口段，屬於始新世。其岩性是暗灰色至灰黑色的板岩或千枚岩所構成，並偶夾薄層變質砂岩。在組構上，發現此區域的劈理是相當發達，大致可見到二組的位態的劈理面，由此可知當地至少歷經二次以上的造山運動。顏滄波等人則是稱為E層，指溪頭經分水嶺至大關山這一段區域，岩性主要以板岩、千枚岩及砂岩為主，其中發現板岩偶夾厚層砂岩、變質輝綠岩、玢岩、薄層石灰岩等。李春生則是將啞口段稱為啞口層，認為在層序上有可能是檜谷層的中段，並以大關山隧道至埡口山莊之間的出露地層為最佳，另於埡口山莊偏西位置上發現生痕化石與貝類富集層。不過，李春生對埡口山莊附近的地質另有區別出溪頭層，乃以向陽大崩壁所出露的地層為標準地點，取自崖頂之溪頭山去命名，岩性也以板岩、千枚岩為主。

## 周邊景點
- 埡口
- 關山雲海
- 向陽大崩壁
- 向陽國家森林遊樂區

## 解
1. 1 2  是以1951年至1971年出生的人而言[6]。
2. ↑  是以1981年至2000年出生的人而言[6]。
3. ↑  這次重創即所謂「八八風災」，又被稱為「莫拉克風災」[13]。
4. ↑  台20線在89K～148K間有多處大規模坍方及路基流失[14]。

## 延伸閱讀
- 欖仁居. . PeoPo公民新聞 (公共電視). 2012-06-10. （原始内容存档于2020-08-14） （中文（臺灣））.

| 中國青年救國團所管機關一覽 |
| 青年活動中心 |
| --- |
| 北部地方：劍潭中心｜金山中心（退出）｜復興中心｜石門山中心（退出） 南投、嘉義：日月潭中心｜溪頭中心｜阿里山中心 台南、高雄：曾文中心｜澄清湖中心（退出）｜西子灣中心｜梅山中心（退出） 花東、屏東與離島：天祥中心｜墾丁中心｜澎湖中心｜金門中心 |
| 山莊 |
| 桃園：霞雲山莊｜巴陵山莊 中橫沿線：霧社山莊（廢）｜大禹嶺山莊（廢）｜觀雲山莊｜洛韶山莊（廢）｜慈恩山莊（廢） 南橫沿線：埡口山莊（廢）｜利稻山莊（廢）                                                                                          |
| 學苑、其他設施 |
| 學苑：台北學苑（廢）｜台中學苑（廢）｜嘉義學苑｜台南學苑（廢）｜宜蘭學苑（廢）｜花蓮學苑 其他設施：霞雲探索學校｜傳習齋 ■模板／■討論頁 |